# Штрёссенройтер, Эрика
Эрика Штрёссенройтер (в замужестве — Гернандт; нем. Erika Strößenreuther (Gernandt); 5 августа 1938, Мюнхен — 10 сентября 2021, Мюнхен) — западногерманская легкоатлетка, выступавшая в метании копья и прыжках в высоту. Участница летних Олимпийских игр 1960 года.

## Биография
Эрика Штрёссенройтер родилась 5 августа 1938 года в немецком городе Мюнхен.
Первоначально занималась плаванием, но в дальнейшем переключилась на лёгкую атлетику.
Выступала в легкоатлетических соревнованиях за «Мюнхен-1860». В 1960 году стала чемпионкой ФРГ в метании копья, в 1963 году завоевала бронзовую медаль.
В течение карьеры участвовала в семи международных матчах в составе сборной ФРГ.
В 1960 году вошла в состав Объединённой германской команды на летних Олимпийских играх в Риме. В метании копья заняла 15-е место в квалификации, показав результат 46,85 метра — на 1,15 метра меньше норматива, дававшего право выступить в финале.
В 1962 году участвовала в чемпионате Европы в Белграде. В прыжках в высоту не пробилась в финал, показав в квалификации результат 1,61 метра.
Работала учительницей физкультуры.
Умерла 10 сентября 2021 года в Мюнхене.

## Личный рекорд
- Метание копья — 52,03 (1961)[1]

## Семья
Муж — Михаэль Гернандт (род. 1939), западногерманский легкоатлет и спортивный журналист.